# Percy Peter
Edward Percival „Percy“ Peter (* 28. März 1902 in London; † 23. September 1986 in Christchurch) war ein britischer Schwimmer und Wasserballspieler.

## Karriere
Peter begann seine Karriere im Alter von 18 Jahren als Schwimmer des Hammersmith Swimming Club bei der britischen Meisterschaft 1920. Dort erreichte er den zweiten Rang über eine Meile und sicherte sich somit das Startrecht für die Olympischen Spiele im selben Jahr in Antwerpen. Im Wettbewerb über 400 m Freistil scheiterte er hier als Fünfter seines Vorlaufs, über 1500 m Freistil erreichte er das Halbfinale. Mit der britischen Staffel über 4 × 200 m Freistil platzierte er sich auf dem dritten Rang und sicherte sich somit Bronze. 1921 vollzog er den Vereinswechsel zum Penguin Swimming Club. Zwischen 1921 und 1923 errang er drei Titel der Southern Counties über eine Meile. Über selbe Distanz wurde er bei den ASA Championships Zweiter hinter John Hatfield. Im Jahr 1923 sicherte er sich zusätzlich den britischen Meistertitel über 440 Yards Freistil. Ein Jahr später folgte seine zweite olympische Teilnahme. Bei den Spielen in Paris scheiterte er im Wettbewerb über 400 m Freistil als Dritter seines Vorlaufs an der Halbfinalqualifikation, mit der britischen Staffel über 4 × 200 m Freistil erreichte er den fünften Rang. 1927 war er Teilnehmer der Schwimmeuropameisterschaften im italienischen Bologna über 400 m Freistil und im Wasserball. Im selben Jahr sicherte er sich außerdem den britischen Titel über eine halbe Meile. Im Sommer 1928 folgte die dritte und letzte Teilnahme des Sportlers an Olympischen Spielen. In Amsterdam wurde er mit der Staffel über 4 × 200 m Freistil Sechster. Für die Individualdisziplin 1500 m Freistil war der Brite ebenfalls gemeldet, trat aber nicht an. Mit der Wasserballnationalmannschaft erreichte er den vierten Rang. Zusätzlich war Peter auch als Langstreckenschwimmer erfolgreich. So gewann er 1922, 1924 und 1929 die nationalen Titel in der Langstreckendisziplin auf der Themse.